# Ворота Саляххона
Ворота Саляххона (Салоххона) (узб. Saloxxona darvozasi) — крепостные ворота, воссозданные на прежнем месте в Бухаре (Узбекистан). Впервые были воздвигнуты во второй половине XVI века, при узбекском правителе Абдулла-хане II, в тогдашней столице Бухарского ханства. Были установлены на юго-восточной части бухарской крепостной стены. Соединяли город с близлежащими селениями, «движение через них было сравнительно небольшое». Разрушены, с прилегающей к ним городской стеной, при Советской власти 17 мая 1939 года как «тормозящие нормальное движение в городе». Воссозданы 2012 году (или 2009 году). Являются одними из 4-х воссозданных в пред-разрушенном виде и 11-ти когда либо существовавших ворот Бухары. Находятся на улице им. А. Тукая махалли им. Хамида Алимджана.
По предположениям местного частного архитектора-реставратора З. Клычева, ворота получили своё название от скотобойни, находившейся за ними.
Архитектурный памятник входит в «Национальный перечень объектов недвижимости материального культурного наследия Узбекистана».